# جوهرخان سلطان
جوهرخان سلطان (بالتركية العثمانية: گوھرخان سلطان) (بالتركية:  Gevherhan Sultan)‏ هي إحدى أربع بنات للسلطان أحمد الأول من زوجته السلطانة مه بيكر كوسم (والبنات الأخريات هن: فاطمة سلطان، خان زاده سلطان، وعائشة سلطان).

## حياتها
1608 - 1619
وُلدت جوهرخان سلطان عام 1608م في القسطنطينية، وقيل بأن يوم ولادتها لم يكن سعيدا فاضطربت أجواء القصر واستاءت والدتها السلطانة كوسم كونها لم تنجب أميرا للمرة الثالثة وهذا ما بث الراحة لماه فيروز سلطان حيث أن حليفتها لم تنجب أميرا اخر، تعتبر جوهرخان سلطان من أنقى السلطانات ولقبت بوردة الربيع فكان جمالها نقي حيث تمتلك بشرة البيضاء، وعينان كبيرتان لامعتان كاللؤلؤ، وشعر كستنائي اللون فصنفها المؤرخين من أجمل بنات السلطان أحمد الاول بعد شقيقتها فاطمة سلطان فهي الأجمل والأكثر نقاء.
1619 - 1624
كان الزواج الأول لها وهي بعمر الحادية العشر من الصدر الأعظم الثور محمد باشا وأنجبت منه ابنا توفي فأصبحت أرملة، وفي عام 1624 تزوجت من توبال باشا.
كان عام 1624 بداية لدهائها فأدت التحالفات القوية لشقيقتيها بنات السلطان أحمد الاول عائشة سلطان وفاطمة سلطان إلى أن تنمو جذور الخبث والدهاء في داخلها فقيل أنها كانت هي من سمم أبناء شقيقها مراد الرابع، الأمراء الأربعة حفاظا على حياة شقيقها ابراهيم الاول.
جوهرخان سلطان ربما قد كانت بعيدة عن السياسة قليلا، ولكن كانت لها مؤامرات بالقصر. فكانت تتميز بالجمال والفطنة والذكاء الحاد، وكانت تحب الشعر وقيل بإنها كانت تقرأ أشعار والدها السلطان أحمد الاول وشقيقها مراد الرابع، وهذه الاشعار متواجدة في حجرتها في قصر طوب كابي.

## أزواجها
1. الثور محمد باشا (أصيب بمرض التيفوس).
2. توبال رجب باشا (أعدم بأمر من السلطان مراد الرابع).
3. مصطفي باشا (قتل غدرا من قبل متمردين).

## وفاتها
توفيت عام 1660 بعد 3 أعوام من وفاة شقيقتها السلطانة عائشة وقيل بأن قبل وفاتها أمضت بقية حياتها للأعمال الخيرية وسبب وفاتها مجهول.

## وصلات خارجية
- بيرس ليزلي، إمبراطورية الحريم: النساء والسلطة في الدولة العثمانية، مطبعة جامعة اكسفورد، 1993,ISBN 0-19-508677-5 (paperback).
- يافوز. صورة التاريخ العثماني، النشر جيل (التاريخ العثماني مع الرسوم التوضيحية، إصدارات الجيل), 15th Ed., 2009, ISBN 978-975-269-299-2 (Hardcover).